# Bị cáo

Bị cáo là người hoặc pháp nhân đã bị Tòa án quyết định đưa ra xét xử.

## Quyền của Bị cáo
- Nhận quyết định đưa vụ án ra xét xử; quyết định áp dụng, thay đổi, hủy bỏ biện pháp ngăn chặn, biện pháp cưỡng chế; quyết định đình chỉ vụ án; bản án, quyết định của Tòa án và các quyết định tố tụng khác theo quy định của Bộ luật này.
- Tham gia phiên tòa.
- Được thông báo, giải thích về quyền và nghĩa vụ quy định tại Điều này.
- Đề nghị giám định, định giá tài sản; đề nghị thay đổi người có thẩm quyền tiến hành tố tụng, người giám định, người định giá tài sản, người phiên dịch, người dịch thuật; đề nghị triệu tập người làm chứng, bị hại, người có quyền lợi, nghĩa vụ liên quan đến vụ án, người giám định, người định giá tài sản, người tham gia tố tụng khác và người có thẩm quyền tiến hành tố tụng tham gia phiên tòa.
- Đưa ra chứng cứ, tài liệu, đồ vật, yêu cầu.
- Trình bày ý kiến về chứng cứ, tài liệu, đồ vật liên quan và yêu cầu người có thẩm quyền tiến hành tố tụng kiểm tra, đánh giá.
- Tự bào chữa, nhờ người bào chữa.
- Trình bày lời khai, trình bày ý kiến, không buộc phải đưa ra lời khai chống lại chính mình hoặc buộc phải nhận mình có tội.
- Đề nghị chủ tọa phiên tòa hỏi hoặc tự mình hỏi người tham gia phiên tòa nếu được chủ tọa đồng ý; tranh luận tại phiên tòa.
- Nói lời sau cùng trước khi nghị án.
- Xem biên bản phiên tòa, yêu cầu ghi những sửa đổi, bổ sung vào biên bản phiên tòa.
- Kháng cáo bản án, quyết định của Tòa án.
- Khiếu nại quyết định, hành vi tố tụng của cơ quan, người có thẩm quyền tiến hành tố tụng.
- Các quyền khác theo quy định của pháp luật.

## Nghĩa vụ của Bị cáo
- Có mặt theo giấy triệu tập của Tòa án. Trường hợp vắng mặt không vì lý do bất khả kháng hoặc không do trở ngại khách quan thì có thể bị áp giải; nếu bỏ trốn thì bị truy nã.
- Chấp hành quyết định, yêu cầu của Tòa án.